# Prodotti IGP portoghesi
L'Indicazione geografica protetta (IGP)  una classificazione o certificazione ufficiale regolamentata dall' Unione europea (UE) attribuita a prodotti gastronomici o agricoli tradizionalmente prodotti in regioni determinate. 
Da parte del Portogallo, sono già stati registrati al livello comunitario circa 60 prodotti e altri sono costantemente in fase più o meno avanzata di riconoscimento.
Non sono da confondere questi prodotti con quelli invece riconosciuti con la Denominazione di origine protetta (DOP).
I nomi sono scritti rispettando la grafia originale (compreso l'uso delle maiuscole), in accordo con quanto utilizzato nella legislazione comunitaria.

## Lista dei prodotti

### Carni
Carne (e frattaglie) fresche

#### Carne di ovini
- Borrego do Baixo Alentejo (Agnello da latte del Basso Alentejo)
- Borrego da Beira (Agnello da latte della Beira)
- Borrego do Nordeste Alentejano (Agnello da latte del Nordest alentejano)
- Borrego de Montemor-o-Novo (Agnello da latte di Montenor-o-Novo)
- Cordeiro de Barroso, Anho de Barroso ou Cordeiro de leite de Barroso (Agnello di Barroso)

#### Carne di caprini
- Cabrito do Alentejo (Capretto dell'Alentejo)
- Cabrito de Barroso (Capretto di Barroso)
- Cabrito da Beira (Capretto della Beira)
- Cabrito da Gralheira (Capretto di Gralheira)
- Cabrito das Terras Altas do Minho (Capretto delle Terre alte del Minho)

#### Carne di bovini
- Carne dos Açores (Carne delle Azzorre)
- Carne de Bovino Cruzado dos Lameiros do Barroso (Carne di bovini incrociati dei Lameiros de Barroso)
- Vitela de Lafões (Vitella di Lafões)

### Prodotti a base di carne
- Alheira de Barroso-Montalegre
- Alheira de Vinhais
- Butelo de Vinhais, Bucho de Vinhais e Chouriço de Ossos de Vinhais
- Cacholeira Branca de Portalegre
- Chouriça Doce de Vinhais (Salamella dolce di Vinhais)
- Chouriça de Carne de Barroso-Montalegre (Salamella di carne di Barroso-Montalegre)
- Chouriça de Carne de Vinhais ou Linguiça de Vinhais (Salamella di carne di Vinhais)
- Chouriço de Abóbora de Barroso-Montalegre (Salame di zucca di Barroso-Montalegre)
- Chouriço Azedo de Vinhais, Azedo de Vinhais e Chouriço de Pão de Vinhais (Salame acido di Vinhais)
- Chouriço de Carne de Estremoz e Borba (Salame di carne di Estremoz e Borba)
- Chouriço grosso de Estremoz e Borba
- Chouriço Mouro de Portalegre
- Chouriço de Portalegre
- Farinheira de Estremoz e Borba
- Farinheira de Portalegre
- Linguíça do Baixo Alentejo ou Chouriço de carne do Baixo Alentejo (Salsiccia del Basso Alentejo)
- Linguiça de Portalegre (Salsiccia di Portalegre)
- Lombo Branco de Portalegre
- Lombo Enguitado de Portalegre
- Morcela de Assar de Portalegre
- Morcela de Cozer de Portalegre (Sanguinaccio da cuocere di Portalegre)
- Morcela de Estremoz e Borba
- Paia de Estremoz e Borba (Pancetta arrotolata di Estremoz e Borba)
- Paia de Lombo de Estremoz e Borba
- Paia de Toucinho de Estremoz e Borba
- Painho de Portalegre
- Paio de Beja
- Presunto de Barroso
- Presunto de Campo Maior e Elvas e Paleta de Campo Maior e Elvas (Prosciutto crudo di Campo Maior e Elvas)
- Presunto de Santana da Serra e Paleta de Santana da Serra
- Presunto de Vinhais ou Presunto Bísaro de Vinhais
- Salpicão de Barroso-Montalegre (Salame grosso di Barroso-Montalegre)
- Salpicão de Vinhais
- Sangueira de Barroso-Montalegre (Sanguinaccio misto di Barroso-Montalegre)

### Formaggi
- Queijo mestiço de Tolosa (Formaggio di Tolosa)

### Frutti, prodotti orticoli e cereali
Frutti, prodotti orticoli e cereali non-trasformati o trasformati.
- Arroz Carolino das Lezírias Ribatejanas (Riso carolino delle pianure del Ribatejo)
- Batata doce de Aljezur (Patata dolce di Aljezur)
- Batata de Trás-os-Montes (Patata di Trás-os-Montes)
- Cereja da Cova da Beira (Ciliegia di Cova da Beira)
- Citrinos do Algarve (Agrumi dell'Algarve)
- Maçã de Alcobaça (Mela di Alcobaça)
- Maçã da Beira Alta (Mela della Beira alta)
- Maçã da Cova da Beira (Mela di Cova da Beira)
- Maçã de Portalegre (Mela di Portalegre)
- Pêssego da Cova da Beira (Pesca di Cova da Beira)

### Panetteria, pasticceria etc.
Prodotti di panetteria, di friggitoria, di pasticceria o dell'industria delle torte e biscotti.
- Ovos Moles de Aveiro
- Pastel de Tentúgal